# NGC 5176
NGC 5176 ist eine 14,4 mag helle Elliptische Galaxie vom Hubble-Typ E/S0 im Sternbild Jungfrau auf der Ekliptik. Sie ist schätzungsweise 316 Millionen Lichtjahre von der Milchstraße entfernt und hat einen Durchmesser von etwa 50.000 Lichtjahren. Gemeinsam mit NGC 5177 bildet sie das Galaxienpaar Holm 521 und zusammen mit NGC 5171, NGC 5178 und NGC 5179 eine kleine Galaxiengruppe. 
Das Objekt wurde am 29. Juni 1883 von Ernst Hartwig mit einem 18-Zoll-Refraktor entdeckt.